# Кёнигсдорф (Бургенланд)
Кёнигсдорф (нем. Königsdorf (Burgenland)) — коммуна (нем. Gemeinde) в Австрии, в федеральной земле Бургенланд. 
Входит в состав округа Йеннерсдорф.  Население составляет 736 человек (на 31 декабря 2005 года). Занимает площадь 15,7 км². Официальный код  —  10511.

## Политическая ситуация
Бургомистр коммуны — Франц Шпирк (АНП) по результатам выборов 2007 года.
Совет представителей коммуны (нем. Gemeinderat) состоит из 13 мест.
- АНП занимает 6 мест.
- СДПА занимает 4 места.
- Партия KLAUS занимает 3 места.